# Скараманга, Иван Амвросиевич
Иван Амвросиевич Скараманга (1820 — 1902, Таганрог) — российский промышленник греческого происхождения, землевладелец, бельгийский консул в Таганроге.

## Биография
Родился в 1820 году.
Владелец Таганрогского кирпичного завода, выпускавшего прекрасный кирпич. Совместно со своим зятем И. Л. Коресси был одним из основателей Таганрогского кожевенного завода на месте небольшого кожевенного производства М. К. Серебрякова. В 1895 году было основано «Товарищества Азовского кожевенного производства», в состав которого входили И. А. Скараманга, братья И. Л. Коресси и Я. Л. Коресси, бельгийцы братья Бувэ. В делах кожевенного завода принимал участие купец Г. Х. Фельдман, построивший в 1909 году за свои средства цех для мойки и сушки шерсти.
В 1871 году в Таганроге, еще не являясь российским подданным, вошел в состав учредителей Азовско-Донского банка, ставшего впоследствии одним из крупнейших в России. В этом же году таганрогский торговый дом Скараманга и К° стал одним из учредителей Русского для внешней торговли банка.
Был товарищем председателя Таганрогского местного управления Российского общества Красного Креста.
Иван Скараманга владел большим имением в районе устья речки Малая Черепаха, русло которой располагалось в одноимённой балке. Этот район назывался таганрожцами «Скараманговка». Также имел дом в центре города.
В 1890 году был отмечен званием почётного гражданина.
Семья Ивана Амвросиевича Скараманги пожертвовала часть своего землевладения под строительство храма Иоанна Предтечи, разрушенного в 1930-е годы.
По свидетельству современников, Иван Амвросиевич Скараманга был завсегдатаем клуба Коммерческого собрания, где ежедневно пребывал с 8 вечера до 2 ночи.
Похоронен в Таганроге на Старом городском кладбище, на территории семейного захоронения, рядом с фамильным склепом.